# Padrão de Urlaur
O Padrão de Urlaur é um festival anual realizado em 4 de agosto em Urlaur, Kilmovee, Condado de Mayo desde os tempos medievais, para lembrar o dia da festa de São Domingos de Gusmão.

## O padrão
Os padrões eram uma característica tradicional da Irlanda rural, realizada para honrar os santos padroeiros; "Padrão" sendo uma corrupção de "patrono".
O Padrão de Urlaur é realizado perto das ruínas da Abadia de Urlaur. A abadia foi fundada por volta de 1430 pela família Anglo-Normanda Nangle para os dominicanos e foi dedicada a São Tomás de Aquino. Foi construído com vista para as margens do Loch Urlaur, mas foi destruído em 1654 por soldados cromwellianos.
Todos os anos, em 4 de agosto, o tradicional dia da festa de São Domingos, as pessoas da região se reúnem para celebrar a missa na "Abadia". O 'Dia do Padrão' anual começa com uma missa concelebrada na Abadia, seguida por música, esportes, eventos de novidades etc.
No Pattern, itens alimentares tradicionais podem ser comprados, como dilisk (duileasc), uma alga marinha.
A coleção de Legends of Saints and Sinners, de Douglas Hyde, em 1915, contém um conto chamado "os Frades de Urlaur" que descreve a dificuldade que eles tiveram com um espírito maligno, disfarçado de javali negro, que habitava o Loch Urlaur.